# Testaferro
Testaferro o home de palla és aquella persona que actua mogut per un altre o fingint que és aquest altre.
En el món de l'economia, és la persona que intervé en la realització d'un negoci, però en representació d'una altra persona.
En psicologia, el testaferro és aquella persona que segons les circumstàncies adopta o canvia el seu paper o personalitat per la d'altres segons li convingui. També s'anomena testaferro qui tracta d'encobrir una situació o conducta inacceptable amagant-la sota una postura diferent.
En molts casos, es fan servir testaferros per escapar de la llei. Per exemple, una persona que està essent buscada per la justícia per tal de no ser descoberta sense haver de deixar d'obtenir-ne els beneficis.